# Haus Kammerzell

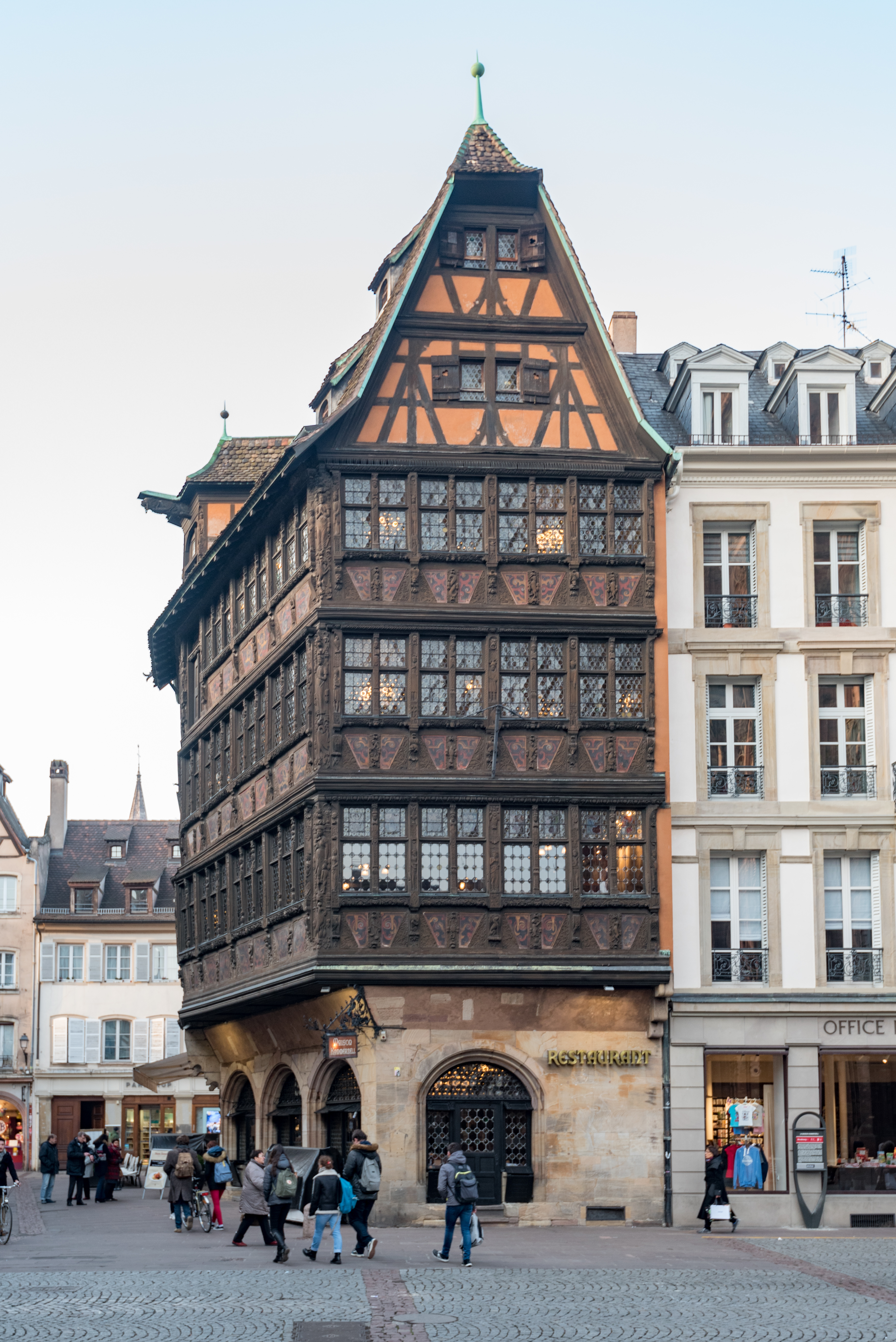
Haus Kammerzell (2020)

Das Haus Kammerzell (auch Kammerzellhaus, Französisch: Maison Kammerzell, Elsässisch: Kammerzellhüs) ist ein umgebautes bürgerliches Fachwerkhaus und das bekannteste Profangebäude in Straßburg.
Es wurde 1427 errichtet, allerdings mehrfach umgebaut, erstmals 1467. Aus diesem Jahr ist das steinerne Erdgeschoss bis heute erhalten. 1571 erwarb der Käsehändler Martin Braun das Gebäude und fügte 1589 drei leicht auskragende Etagen mit der bis heute erhaltenen reichen Schnitzfassade sowie drei Dachetagen hinzu. Die Fassade zeigt sowohl profane als auch sakrale Elemente und spiegelt biblische Ansätze sowie Einflüsse der griechisch-römischen Antike und des Mittelalters wider. 1892 wurde das Gebäude umfassend restauriert. 1905 entstanden im Inneren des Gebäudes Wandmalereien von Léo Schnug, von denen eine im Erdgeschoss das Narrenschiff von Sebastian Brant darstellt.
Das Haus Kammerzell gilt als eines der schönsten Fachwerkhäuser der deutschen Spätgotik, vergleichbar mit dem (1944 zerstörten) Salzhaus in Frankfurt am Main oder dem (wiederaufgebauten) Knochenhaueramtshaus in Hildesheim, ist aber im Gegensatz zu diesen in Originalsubstanz erhalten.
Das Haus steht auf der Nordseite des Münsterplatzes (Place de la Cathédrale), seitlich vom Straßburger Münster, und beherbergt ein Restaurant („Maison Kammerzell“) und ein kleines Hotel (9 Zimmer). Das Restaurant gehört zur Gruppe Les Grandes Brasseries de l'Est, zu der auch die Brasserie Excelsior in Reims, die Brasserie Floderer in Paris, die Brasserie Excelsior in Nancy, das Bouillon Julien in Paris und die Brasserie Floderer in Straßburg gehören, alles stilvolle Traditionslokale.
Haus Kammerzell ist das Geburtshaus der fiktiven Detektivgestalt Honoré Langustier.

## Galerie

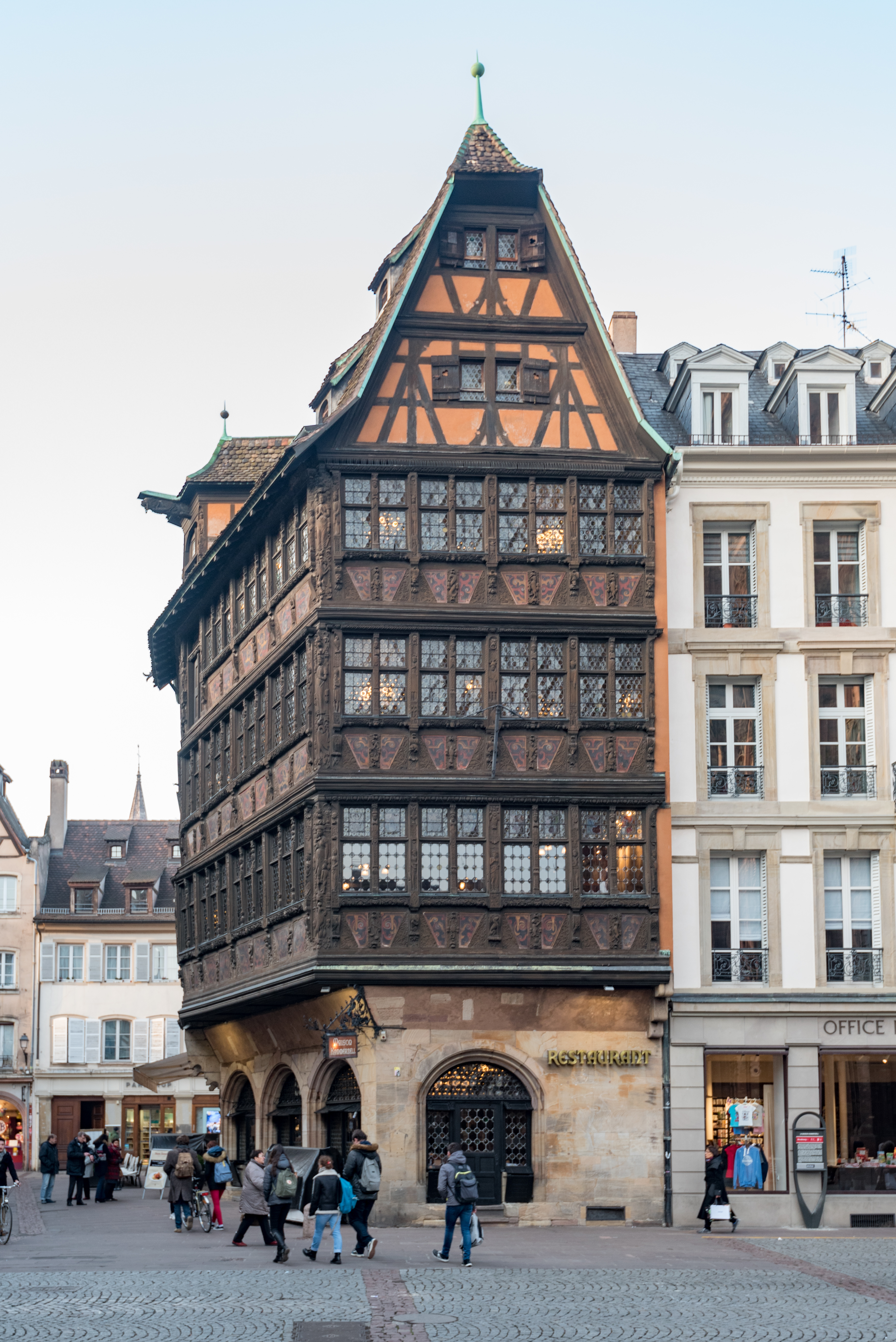
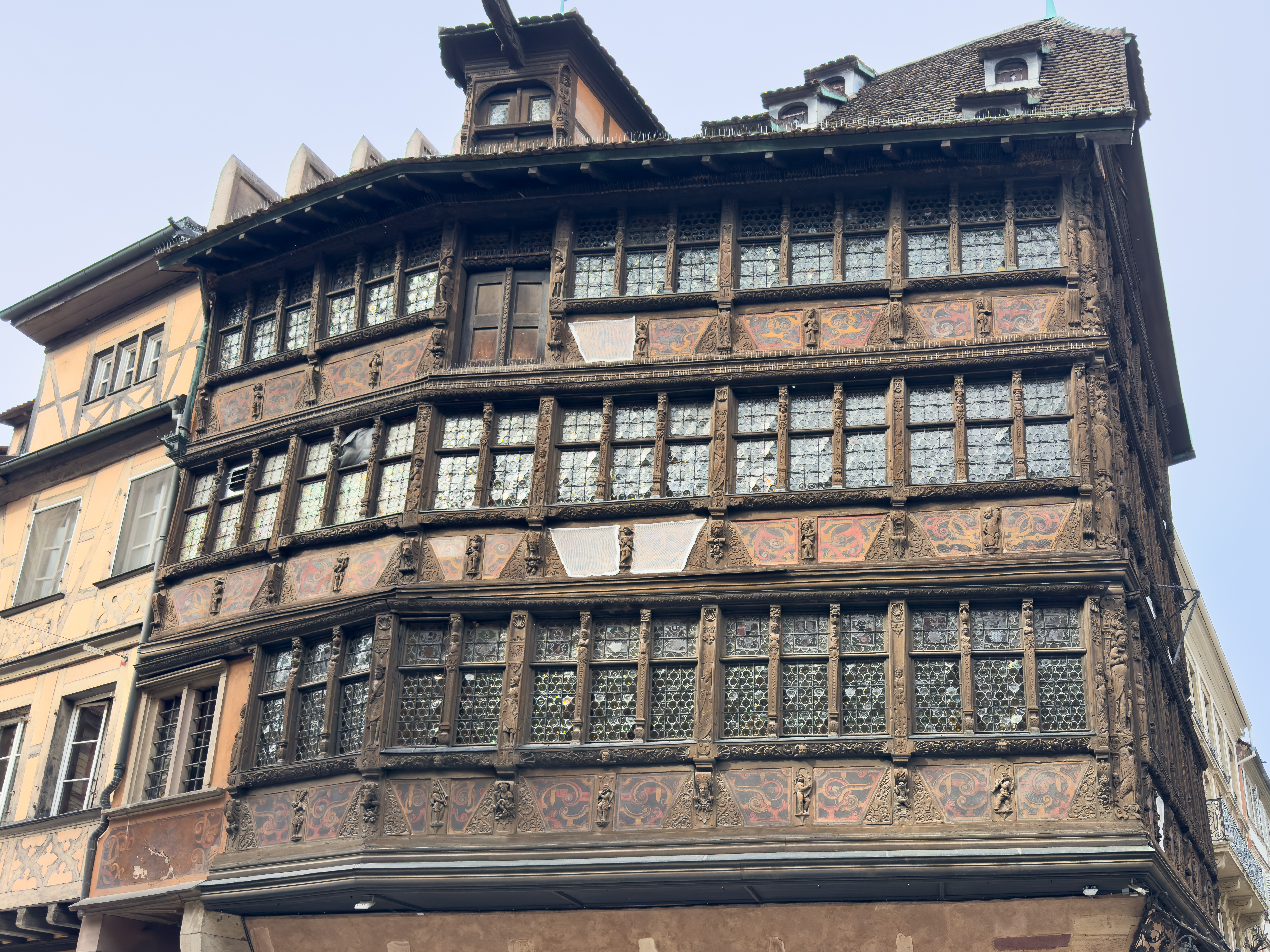
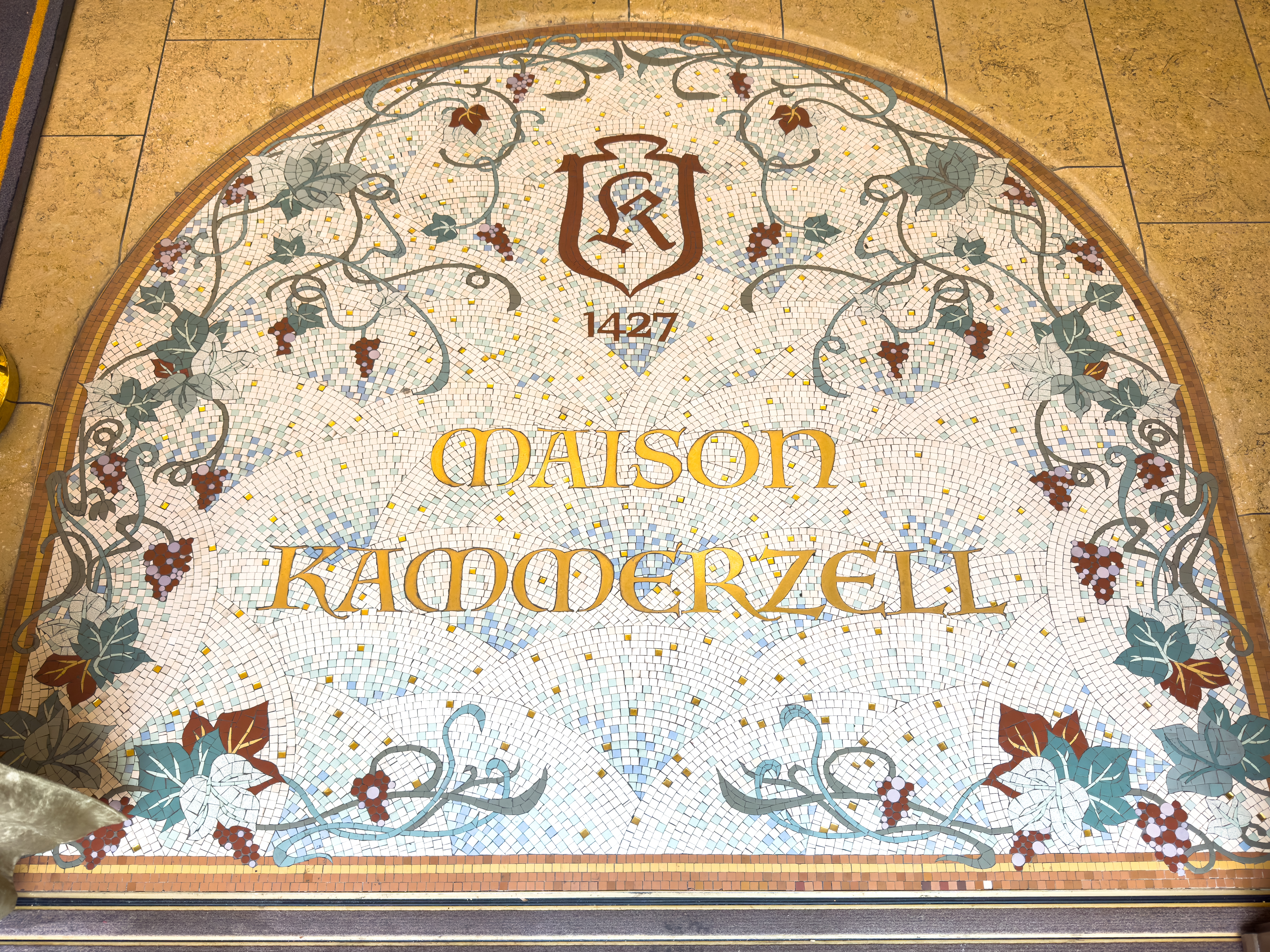
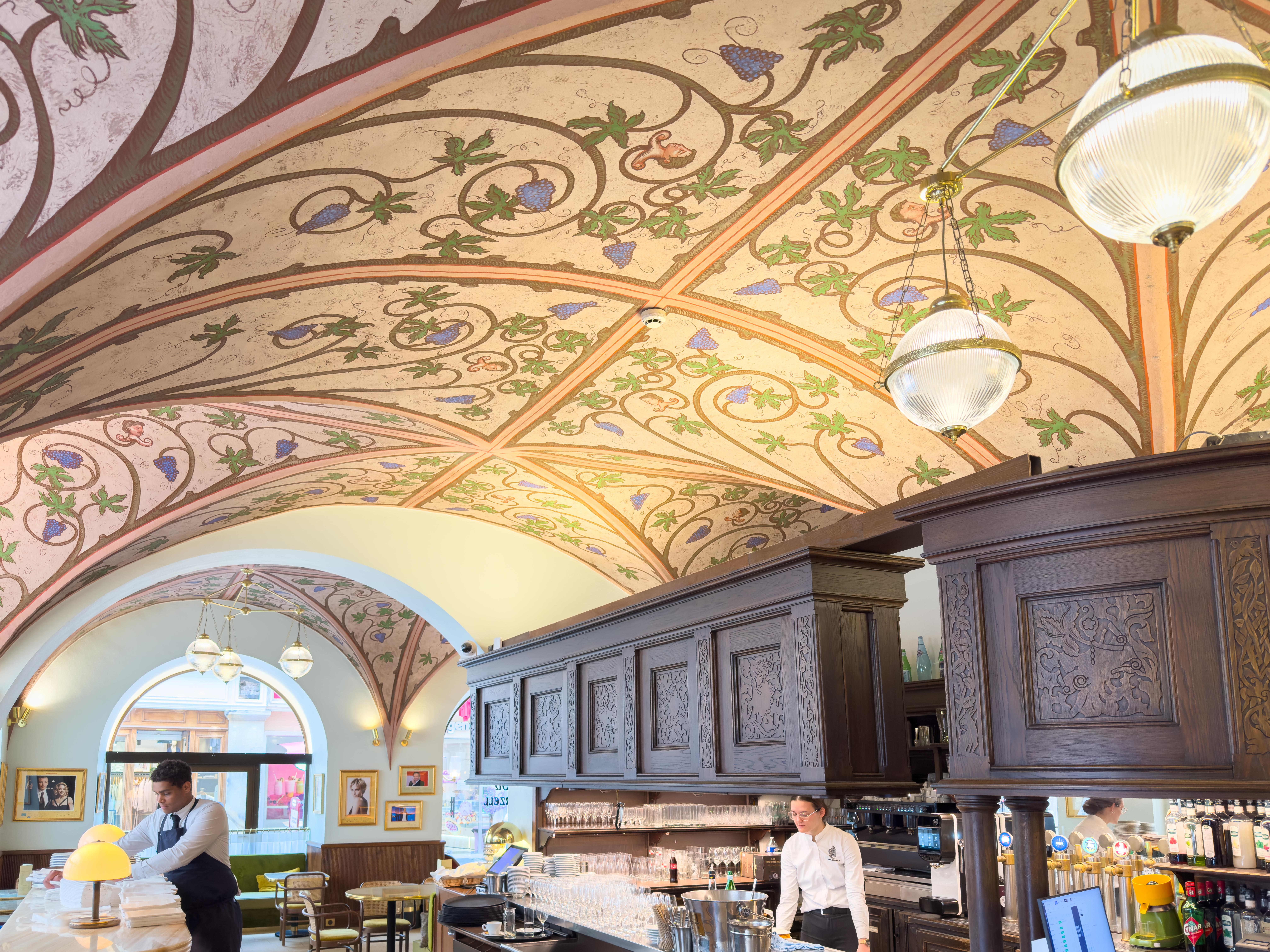
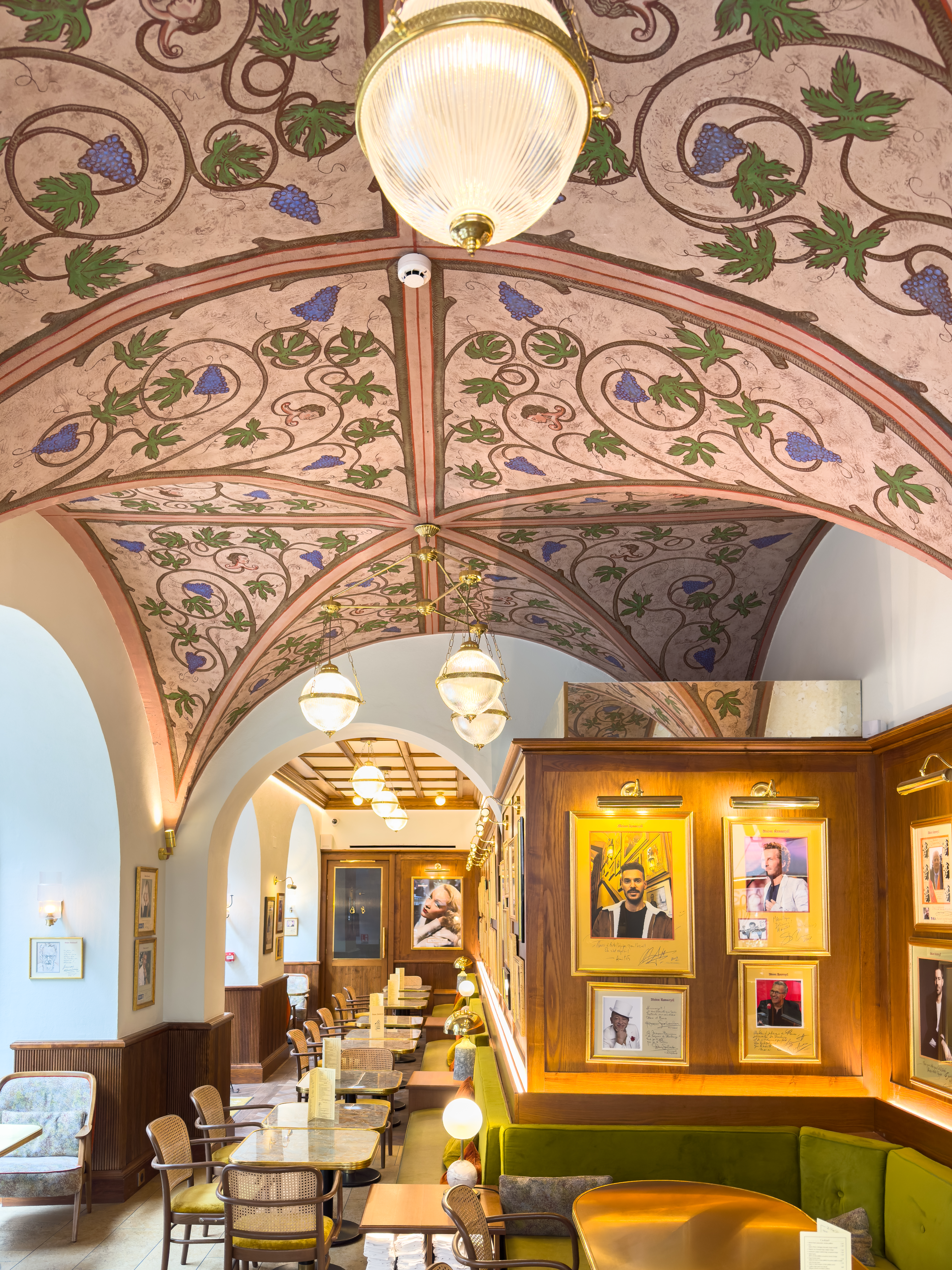
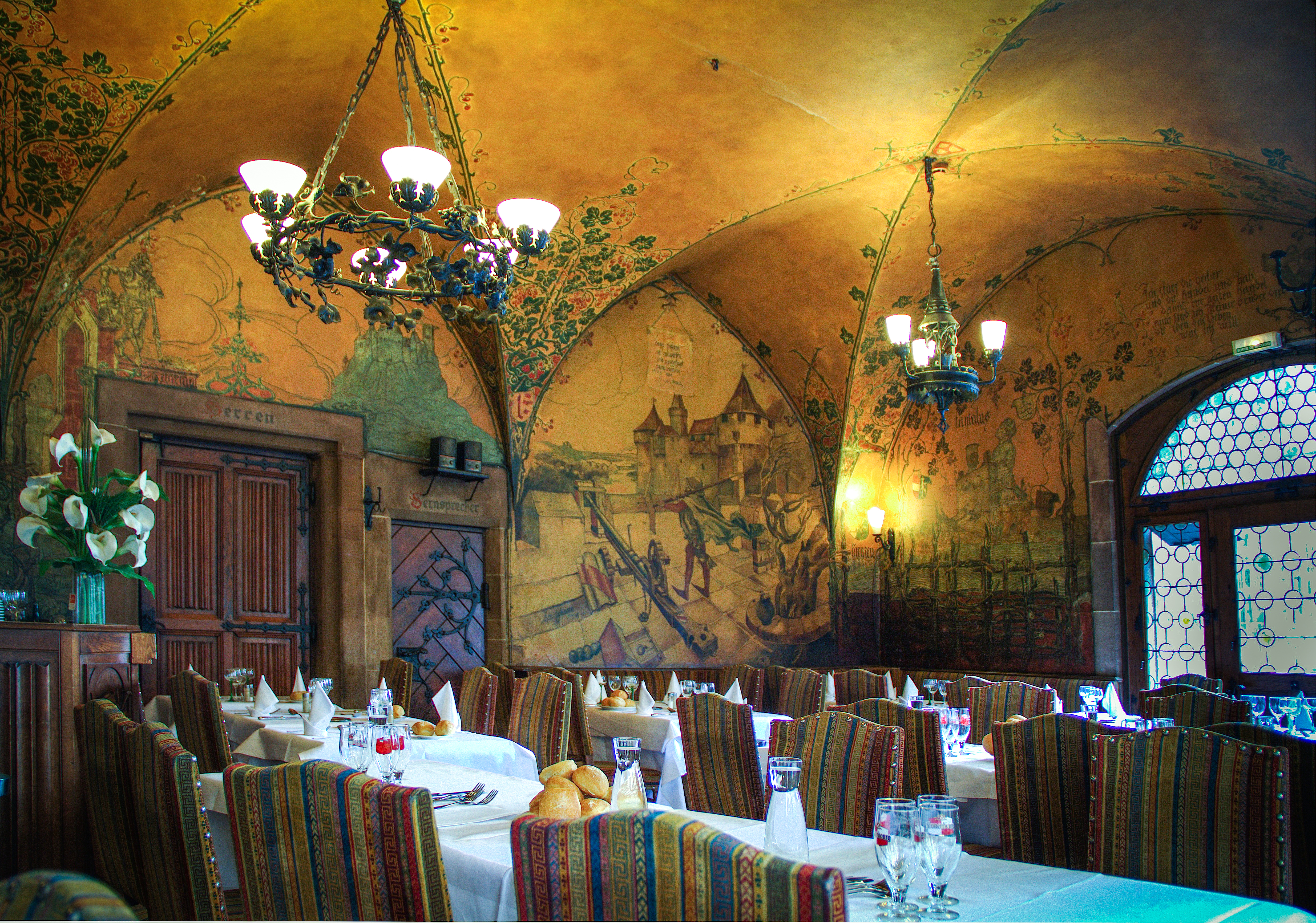
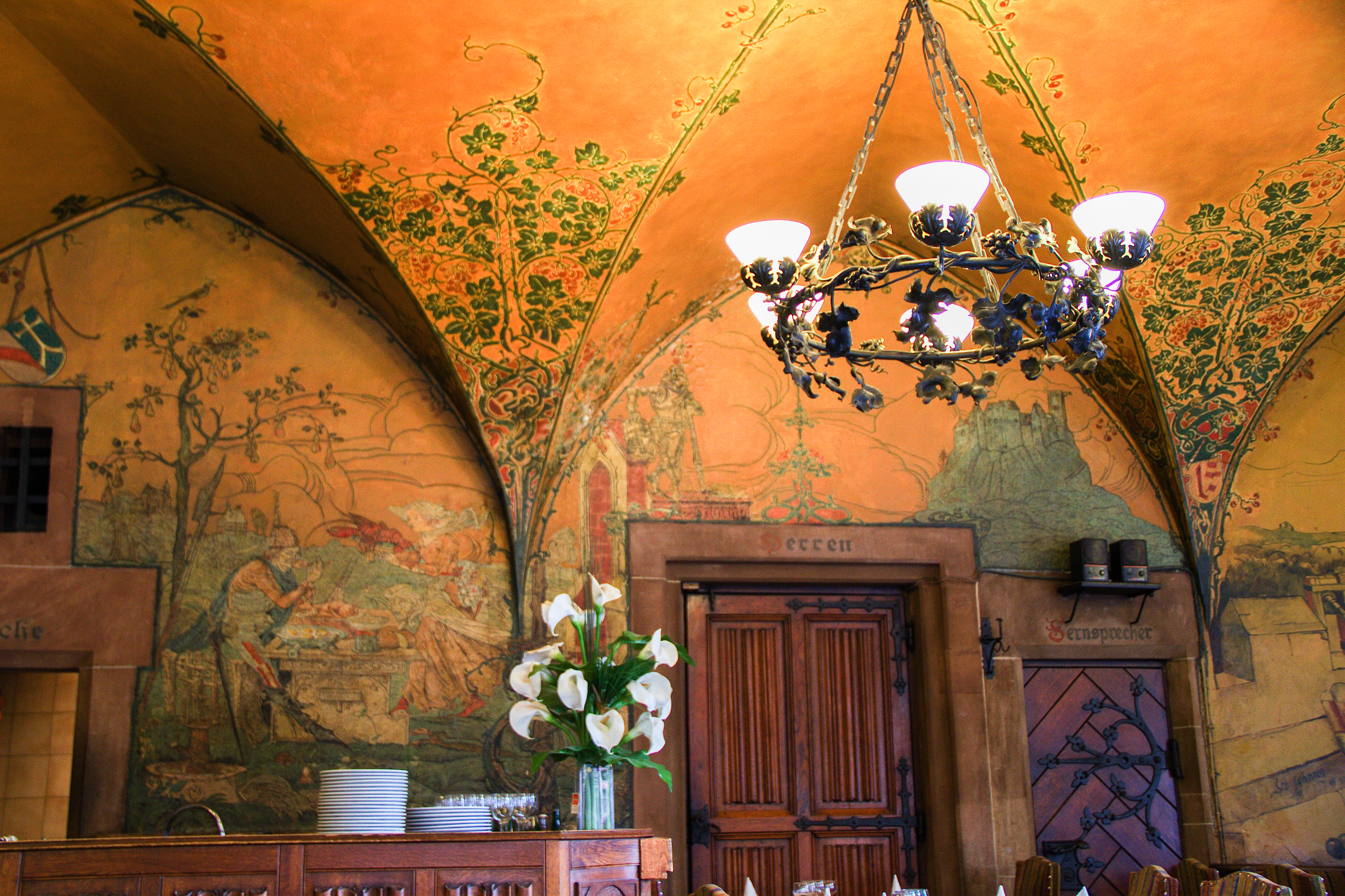
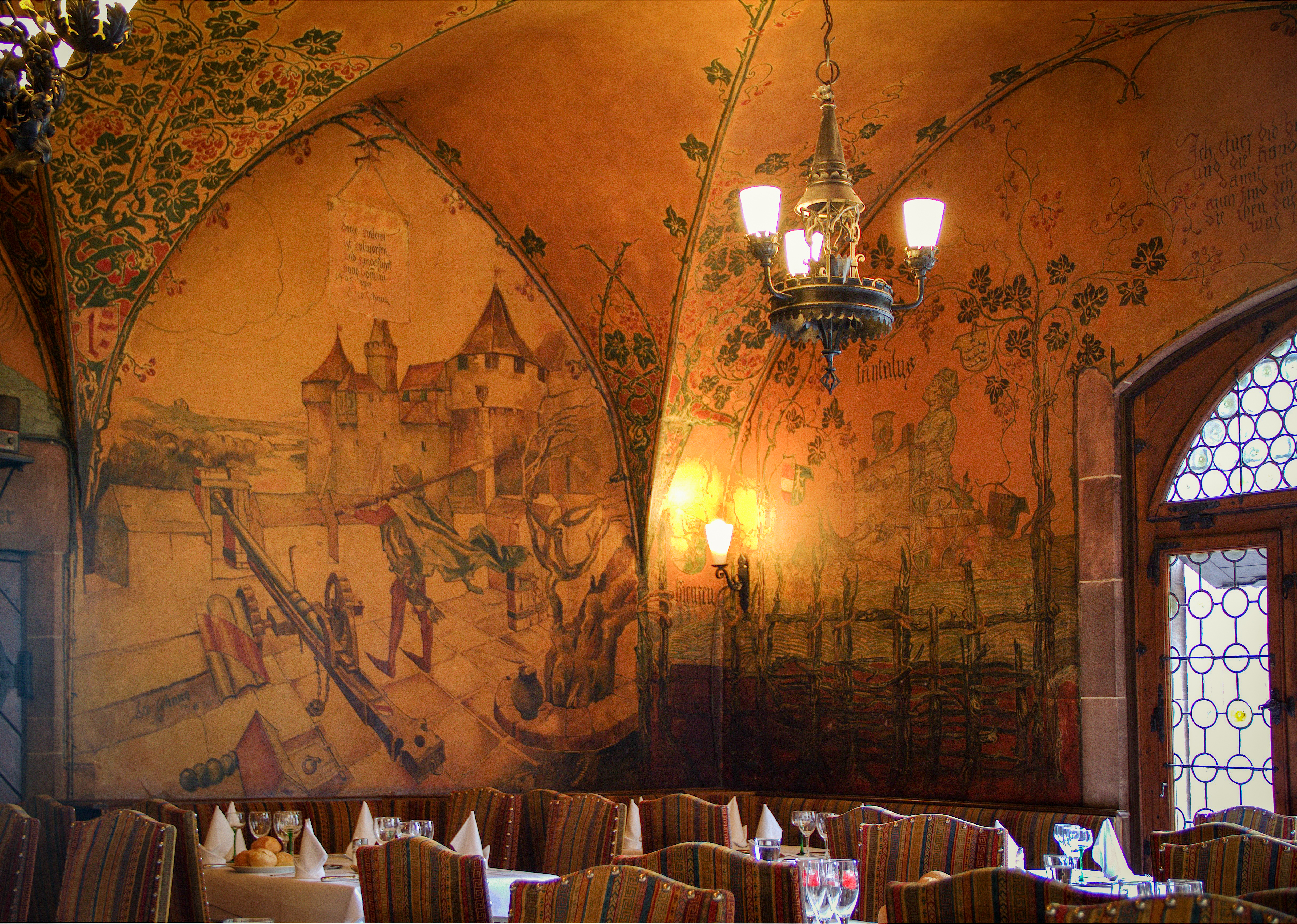